# سامانتا لوت وایت
سامانتا لوئیس لوت وایت (به انگلیسی: Samantha Louise Lewthwaite) متولد ۵ دسامبر ۱۹۸۳ که با نام بیوه سفید نیز شهرت دارد، فرزند یک سرباز انگلیسی است که در منطقه کانتی دان ایرلند زندگی می کرده است. او بوسیله اینترنت با جرمی لیندسی یک مسلمان تروریست جامیکایی تبار آشنا و پس از گرویدن به اسلام با وی ازدواج می‌کند.
او ابتدا مسیحی بود و سپس در جوانی مسلمان شد .

## انفجار لندن
جرمی لیندسی عامل انفجار هفتم ژوئیه ۲۰۰۵ در ایستگاه متروی کینگزکراس لندن که منجر به کشته شدن ۵۶ تن شد می‌باشد. در آن زمان سامانتا هرگونه ارتباط با همسرش و داشتنِ اطلاع از انجام حمله توسط وی را انکار کرد. اما به فاصله زمانی خیلی کوتاهی او متواری شد. این زن جوان در سال ۲۰۰۷ به همراه سه فرزند خود به کنیا رفت و تمام ارتباطات خود را با خانواده‌اش در انگلیس قطع کرد و به شبکه تروریستی در شرق آفریقا (الشباب) ملحق شد. این زن جوان یکی از آموزش دهندگان و ماموران عضوگیری اصلی القاعده در شرق آفریقا و سخنگوی رسمی گروه شبه نظامی الشباب شد، این زن جوان که به بیوه سفید معروف است، گروهی از تروریست‌هایی را رهبری کرده که مسئول پرتاب نارنجک به داخل یک رستوران در مومباسا در کنیا هستند. در جریان این حمله سه تن از جمله یک کودک کشته و بیش از ۵۰ تن نیز مجروح شدند.۲
گمان می‌رود وی مغز متفکر عملیات تروریستی سال ۲۰۱۳ گروه الشباب (وابسته به القاعده) در یک مرکز خرید در نایروبی پایتخت کنیاست. در این حملهء ستیزه‌جویان الشباب به مرکز خرید «وستلند» در نایروبی، دست‌کم ۶۰ نفر ازجمله یک دیپلمات کانادایی و چند توریست غربی کشته و ۱۶۰ نفر زخمی شدند. عملیات گروه الشباب در انتقام از اقدام دولت کنیا در ارسال چهار هزار نیرو در قالب نیروهای حافظ صلح اتحادیه آفریقا به جنوب سومالی برای مبارزه با فعالیت‌های گروه الشباب صورت گرفت.
رسانه‌های انگلیس به این دلیل به او بیوه سفید می‌گویند زیرا مبارزین چچنی که از حملات تروریستی برای اهداف خود استفاده می‌کردند به زنان چچنی که برای انتقام خون شوهران خود به عملیات انتحاری دست می زده‌اند و به آنها «بیوه سیاه» می‌گفتند.۱
پلیس اینترپل به درخواست دولت کنیا برای دستگیری او هشدار قرمز (بالاترین هشدار انترپل) در ۱۹۰ کشور عضو اینترپل صادر کرده است